# Ediz Hun

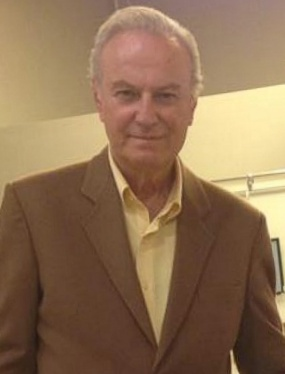

Ediz Hun (Istambul, 20 de novembro de 1940) é um actor e político turco. Iniciou a sua carreira como actor a começos da década de 1960, convertendo-se numa das figuras mais importantes no meio do cinema do seu país e participando em mais de cem filmes e numa grande variedade de séries televisivas. No final da década de 1990 tornou-se membro do Parlamento para o Partido Anavatan.

## Biografia
Hun nasceu em 1940, filho de um pai circassiano e de uma mãe turca. Depois de estudar na secundária austríaca de São Jorge em Istambul, graduou-se em biologia e ciências do meio ambiente na Universidade de Trondheim, na Noruega. Após participar num concurso de talentos organizado pela revista Ses, os produtores notaram o seu talento e contactaram com ele para lhe oferecer o início de uma carreira na actuação. Fez a sua estreia cinematográfica em 1963 no filme Genç Kızlar (Garotas jovens) com Hülya Koçyiğit. A partir desse momento converteu-se num nome familiar, às vezes actuando em mais de dez filmes por ano, especialmente em 1966, quando registou onze aparecimentos em filmes turcos.
A 3 de março de 1973 casou-se com Berna Hun. O casal teve dois filhos, uma menina, Bengü (nascida em 1974) e um rapaz, Burak (nascido em 1981). Em 1985 tornou-se conferencista da Universidade do Mármara. Decidiu provar a sorte na política e converteu-se num membro do Parlamento para o Partido de Anavatan entre 1999 e 2002.

## Filmografia

### Cinema e televisão
- 2018 - Arif v 216
- 2014 - Hayat Yolunda (TV)
- 2005 - Asla unutma (TV)
- 2004 - Azize (TV)
- 2004 - Paydos (TV)
- 2004 - Yadigar (TV)
- 2001 - Söhret sandali (TV)
- 1997 - Ilk ask (TV)
- 1997 - Unutmadim
- 1985 - Acimak (TV)
- 1976 - Aman karim duymasin
- 1974 - 100 lira ile evlenilmez
- 1974 - Garip kus
- 1974 - Karateci Kiz
- 1974 - Gariban
- 1973 - Askimla oynama
- 1973 - Güllü Geliyor Güllü
- 1973 - Soyguncular
- 1973 - Süphe
- 1973 - Agliyorum
- 1972 - Asi kalpler
- 1972 - Çile
- 1972 - Gülizar
- 1972 - Tanri misafiri
- 1972 - Zehra
- 1972 - Sezercik aslan parcasi
- 1972 - Gönül hirsizi
- 1972 - Yagmur
- 1972 - Ayrilik
- 1971 - Bütün anneler melektir
- 1971 - Güllü
- 1971 - Hayatim senindir
- 1971 - Mavi esarp
- 1971 - Sezercik yavrum benim
- 1971 - Yarin aglayacagim
- 1971 - Bir genç kizin romani
- 1971 - Yumurcagin tatli rüyalari
- 1971 - Bahar Çiçegi
- 1971 - Cambazhane gülü
- 1970 - Ankara ekspresi
- 1970 - Kader baglayinca
- 1970 - Kalbimin efendisi
- 1970 - Kezban Roma'da
- 1970 - Söz Müdafaanin
- 1970 - Tatli melegim
- 1970 - Yaban gülü
- 1970 - Yuvasiz kuslar
- 1970 - Seni sevmek kaderim
- 1969 - Atesli çingene
- 1969 - Gülnaz Sultan
- 1969 - Kahraman delikanli
- 1969 - Kanli ask
- 1969 - Öldüren ask
- 1969 - Ölmüs bir kadinin mektuplari
- 1969 - Sen bir meleksin
- 1969 - Sonbahar rüzgarlari
- 1969 - Son mektup

- 1969 - Uykusuz geceler
- 1969 - Yarali kalp
- 1969 - Yumurcak
- 1968 - Ana hakki ödenmez
- 1968 - Askim günahimdir
- 1968 - Gözyaslarim
- 1968 - Gül ve seker
- 1968 - Hicran gecesi
- 1968 - Kadin asla unutmaz
- 1968 - Ömrümün Tek Gecesi
- 1968 - Sabah yildizi
- 1968 - Yuvana dön baba
- 1968 - Gönüllü kahramanlar
- 1968 - Sözde kizlar
- 1968 - Sevda
- 1967 - Askim günahimdir
- 1967 - Ayrilsak da beraberiz
- 1967 - Ilk askim
- 1967 - Kaderim aglamak mi?
- 1967 - Kelepçeli melek
- 1967 - Nemli dudaklar
- 1967 - Ömrümce agladim
- 1967 - Samanyolu
- 1967 - Sinekli Bakkal
- 1967 - Yaprak dökümü
- 1967 - Yarin cok gec olacak
- 1966 - Affet sevgilim
- 1966 - Allahaismarladik
- 1966 - Altin küpeler
- 1966 - Bar Kizi
- 1966 - Bes findikçi gelin
- 1966 - Eli masali
- 1966 - Erkek severse
- 1966 - Ihtiras kurbanlari
- 1966 - Kucaktan kucaga
- 1966 - Severek dögüsenler
- 1966 - Çamasirci güzeli
- 1965 - Bir gönül oyunu
- 1965 - Elveda sevgilim
- 1965 - Hiçkirik
- 1965 - Sevgili ögretmenim
- 1965 - Son kuslar
- 1965 - Tehlikeli adimlar
- 1965 - Üç kardese bir gelin
- 1965 - Vahsi gelin
- 1965 - Seven Kadin Unutmaz
- 1964 - Ahtapotun kollari
- 1964 - Bes seker kiz
- 1964 - Bir içim su
- 1964 - Gençlik rüzgari
- 1964 - Öksüz kiz
- 1964 - Gecelerin kadini
- 1964 - Affetmeyen kadin
- 1964 - Mualla
- 1963 - Erenlerin dügünü
- 1963 - Genç kizlar